# غارت کربلا توسط وهابیون (۱۸۰۲)
غارت کربلا توسط وهابیون در ۲۱ آوریل ۱۸۰۲ (۱۲۱۶ هجری) (۱۸۰۱), در زمان حکومت عبدالعزیز بن محمد دومین حاکم دولت اول سعودی رخ داد. در حدود ۱۲٬۰۰۰ وهابی از نجد به شهر کربلا حمله کردند. این حمله به تلافی حملات به کاروان‌های حج از سوی قبایل عراقی و مصادف با عید غدیر خم، یا عاشورا بود.
حاکم ترک مکه با اولین دولت عربستان سعودی قراردادی بسته بود که امنیت حجاج تأمین می‌کرد. به هر روی قبایل عراقی در تلاش برای اختلال ایجاد کردن در پیمان سعودی - عثمانی به کاروان‌ها حمله کردند. به تلافی آن، عبدالعزیز بن محمد آفند بزرگی را شروع کرد و تا آوریل ۱۸۰۱ ارتش‌های سعودی به کربلا رسیدند.
وهابی‌ها ۲٬۰۰۰: 74 –۵٬۰۰۰ از ساکنان را کشتند و قبر حسین بن علی، نوهٔ محمد و پسر علی بن ابی‌طالب را تاراج،: 74  و گنبد آن را تخریب کردند، مقدار زیادی طلا، فرش‌های ایرانی، پول، مروارید، و اسلحه که در حرم جمع شده بود و بیشترشان اهدایی بود را به یغما بردند. حمله هشت ساعت به طول انجامید و در پی آن وهابی‌ها شهر را با بیش از ۴۰۰۰ شتر حامل تاراجشان ترک کردند.

## زمینه
وهابیون با پیروی از آموزه‌های ابن تیمیه، "خواهان بازگشت به بنیادهای سنت – قرآن، سنت و مواضع شرعی برگرفته از فهم سلف" بودند. آنان برخی از رسوم شیعه همچون محترم شمردن مقابر شخصیت‌های مقدس خود و امامت را، که آنها بدعت می دانستنند، محکوم می‌کردند و خود را محدود به رویارویی علمی نمی‌کردند.: 85 
بنا بر ژان-بتیست روسو اسلام‌شناس فرانسوی معروف بود که برخی از بقاع شیعه کربلا مخزن «ثروت قابل توجه» بودند که در طول قرن‌ها انباشته شده بودند.

## شرح ماجرا
سلیمان پاشا والی بغداد در اواخر سال ۱۲۱۱ هجری قمری منطبق با سال ۱۷۹۶ میلادی به رهبری ثوینی بن عبدالله السعدون رهبر طوایف منتفق علیه اولین دولت سعودی لشکرکشی کرد اما قبل از رسیدن به محل نیروهای ثوینی با نیروهای سعودی برخورد کردند، او کشته شد و بقایای سپاه او در آغاز سال ۱۲۱۲ ق- ۱۷۹۷ م به عراق بازگشتند. در سال ۱۲۱۳ق- ۱۷۹۸ م، سلیمان پاشا لشکر دیگری به رهبری علی پاشا فرستاد و آن لشکر به منطقه الاحساء رسید و پادگان سعودی را در آنجا محاصره کرد، اما ناکام ماند و بازگشت. عراق پس از متحمل شدن خسارات، با سعودی‌ها تحت عبدالعزیز بن محمد آتش‌بس منعقد کرد. در سال ۱۲۱۴ ق- ۱۷۹۹ م، قبیله عراقی الخزائل به کاروان نجدی در نزدیکی نجف حمله کردند و آتش‌بس را نقض کردند و سیصد نفر از آنان را کشتند. عبدالعزیز بن محمد به سلیمان پاشا اعتراض کرد و خواستار پرداخت دیه شد. مذاکرات بین دو طرف از طریق عبدالعزیز الشاوی نتیجه مثبتی نداشت. والی بغداد از پرداخت دیه خودداری کرد و همچنین از چرای حیوانات نجدی در خاک عراق جلوگیری کرد. در نتیجه عبدالعزیز به کربلا حمله کرد.